# George H. Pendleton

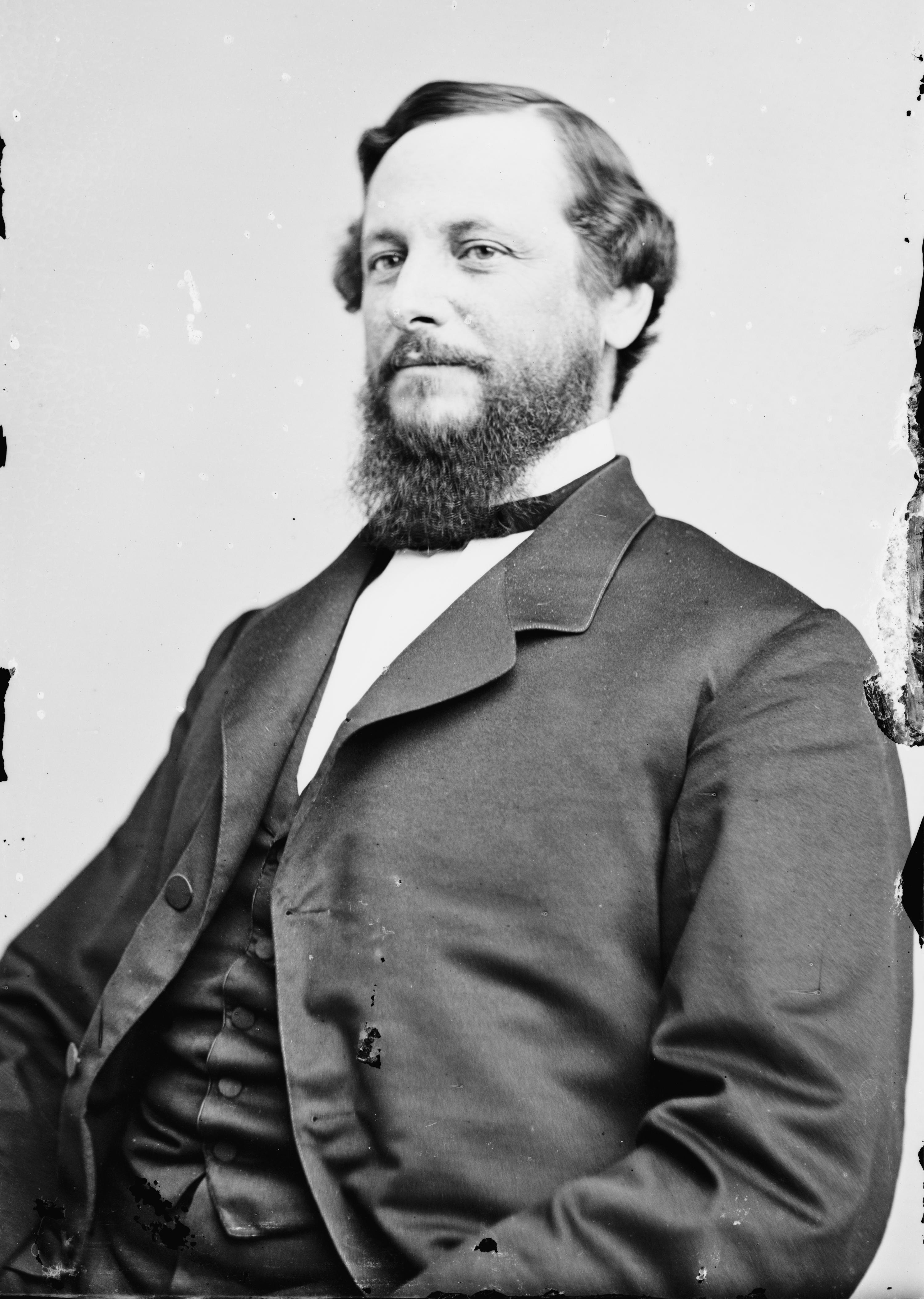
George H. Pendleton (um 1855–65)

George Hunt Pendleton (* 19. Juli 1825 in Cincinnati, Ohio; † 24. November 1889 in Brüssel) war ein US-amerikanischer demokratischer Politiker. Er war Mitglied in beiden Kammern des Kongresses, von 1857 bis 1865 als Mitglied des Repräsentantenhauses sowie von 1879 bis 1885 als Senator für Ohio. Bei der US-Präsidentenwahl 1864 war er Vizepräsidentschaftskandidat von George B. McClellan. Von 1885 bis 1889 war er Gesandter in Deutschland.

## Leben
Pendleton war Sohn des Juristen und Politikers Nathanael G. Pendleton. Er besuchte das Cincinnati College sowie die Universität Heidelberg und nahm 1847 eine Anwaltstätigkeit in Cincinnati auf.
Von 1854 bis 1856 war er Mitglied des Senats von Ohio. Nach dem Scheitern seiner Kandidatur 1854 wurde er 1857 als Demokrat ins US-Repräsentantenhaus gewählt, dem er bis 1865 angehörte. Er nahm 1862 im Auftrag des Repräsentantenhauses an dem Amtsenthebungsverfahren gegen West H. Humphreys, Richter in Tennessee, teil. 1864 wurde er nicht wiedergewählt. Im gleichen Jahr wurde er als Vizekandidat der Demokraten für die Präsidentschaftswahl aufgestellt, bei der George McClellan Amtsinhaber Abraham Lincoln unterlag.
Nach dem Ende des Bürgerkriegs war er der Führer der „Greenbacker“-Bewegung, die für die Rückzahlung der Kriegsanleihen in Papiergeld eintrat. Er scheiterte erneut bei den Kongresswahlen 1866, bei den demokratischen Vorwahlen für die Präsidentschaftswahl 1868 sowie bei der Bewerbung um den Gouverneursposten von Ohio 1868 (gegen Rutherford B. Hayes). Von 1869 bis 1879 war er Vorsitzender der Kentucky Central Railroad. 1879 wurde er für Ohio in den US-Senat gewählt, dem er bis 1885 angehörte. Von 1881 bis 1885 fungierte er als Conference Chairman der Demokraten im Senat. Pendleton war Initiator des Pendleton Act von 1883. Seine Bewerbung um die Wiedernominierung für den Senat 1885 war erfolglos. 1885 wurde er von Grover Cleveland zum Gesandten in Deutschland ernannt und übte dieses Amt bis zu seinem Tod 1889 aus. Er wurde auf dem Spring Grove Cemetery in Cincinnati beerdigt.
Nach Pendleton ist die Stadt Pendleton in Oregon benannt. Das George H. Pendleton House in Cincinnati wurde 1966 zu einem National Historic Landmark erklärt.
Er war verheiratet mit Alice Key (* um 1825; † 1886), der Tochter von Francis Scott Key.